# 沈金安
沈金安（1941年10月6日—2020年1月30日），男，江苏武进人，中国道路工程专家，交通运输部公路科学研究院研究员，博士生导师。

## 生平
1941年生于江苏武进。1964年毕业于南京工学院土木系。1981年赴日本北海道大学工学部土木工学科道路材料专业进修。1983年回国，任交通部公路科学研究所道路研究室主任工程师。主要从事道路工程研究，倡导改性沥青的使用。1987年5月加入中国共产党。1996年在北京首都国际机场东跑道整修改造工程期间带领科研团队从事整修加固技术研究，最终采用沥青材料铺筑道面。该成果获2000年国家科技进步二等奖。主编《高速公路》《改性沥青与SMA路面》《SMA路面设计与铺筑》《沥青与沥青混合料的路用性能》《国外沥青路面设计方法总汇》等学术专著，代表性论文《关于沥青混合料的均匀性和离析问题》《解决高速公路沥青路面水损害早期损坏的技术途径》等。2020年1月30日凌晨1点39分在北京逝世，享年78岁。